# Operación Venganza
La Operación Venganza fue una apresurada pero bien planificada operación militar estadounidense realizada en abril de 1943 en plena Segunda Guerra Mundial y cuyo objetivo fue el de eliminar al comandante en jefe de la Flota Combinada, el almirante Isoroku Yamamoto.

## Antecedentes
Para: 
Comandante de la Base de la 1.ª Flotilla Aérea
Comandante de la Base de la 11.ª Flotilla Aérea
Comandante de la Base de la 26.ª Flotilla Aérea
Comandante del 958.º Destacamento Aéreo 
Comandante de la Unidad de Defensa de Ballalae
De:
Comandante en Jefe de la 8.ª Flota, Área de la Flota del Sureste. 
Información: 
Comandante en Jefe de la Flota Combinada
El Comandante en Jefe de la Flota Combinada, inspeccionará RXZ, RXE y RXP en "SETSUA" como sigue:
Para Comandante de la Base de la 1ra Flotilla Aérea (Kalhiki), Comandante de la Base de la 11.ª Flotilla Aérea, Comandante de la Base de la 26ª Flotilla Aérea, Comandante del 958.º Destacamento Aéreo y Comandante de la Unidad de Defensa de Ballalae,
De:
Comandante en Jefe de la 8ª Flota, Área de la Flota del Sureste. 
Motivo: Comandante en jefe de la Flota Combinada.
A las 06:00 (hora japonesa) sale de RR en "CHUKO"( Bombardero Mitsubishi G4M Betty para los estadounidenses), con escolta de seis cazas.
A las 08:00 arribará a RXZ
A las 08:40 arribará a RXE en cazasubmarinos (el comandante de la 1.ª Base hará los arreglos para aprestar el cazasubmarino).
A las 09:45 partirá de RXE en el mismo Cazasubmarinos.
A las 10:30 arribará a RXZ (En RXZ habrá un "Daihatsu" disponible y en RXE una lancha motora para el transporte.)
A las 11:00 partirá de RXZ en "Chuko".
A las 11:10 arribará a RXP
Almuerzo en el Cuartel general de la 1ª Base Aérea, ofrecido por el Comandante del 26º Escuadrón Aéreo y por Oficiales Superiores.
A las 14:00 partirá de RXP en "Chuko"
A las 15:40 arribará a RR
2.
Cada unidad presentará el esbozo del plan general después del informe verbal sobre las condiciones actuales, los miembros de la unidad serán inspeccionados (será visitado el 1er Hospital de Campo).
3.
El oficial comandante de cada unidad deberá vestir el uniforme de desembarco con condecoraciones.
4.
En caso de mal tiempo, será pospuesto un día.

Fin del mensaje.

Se le concedió máxima prioridad al mensaje y se envió como Secreto al Estado Mayor del almirante Chester Nimitz. Analizado el alcance del mensaje se determinó que en el itinerario de Yamamoto se colocaba al alcance de los cazas Lockheed P-38 Lightning, basados en Guadalcanal y que Yamamoto podía ser eliminado. Un plan de ataque fue propuesto con consulta al Presidente Franklin Delano Roosevelt y al almirante Ernest King y después de una rápida deliberación fue aprobado. Si se eliminaba a Yamamoto, Japón perdería una pieza vital de su maquinaria bélica, siendo prácticamente insustituible. El plan fue retenido en calidad de máximo secreto por el oficial de Inteligencia de Chester Nimitz hasta el día 17 de abril.

## Ejecución

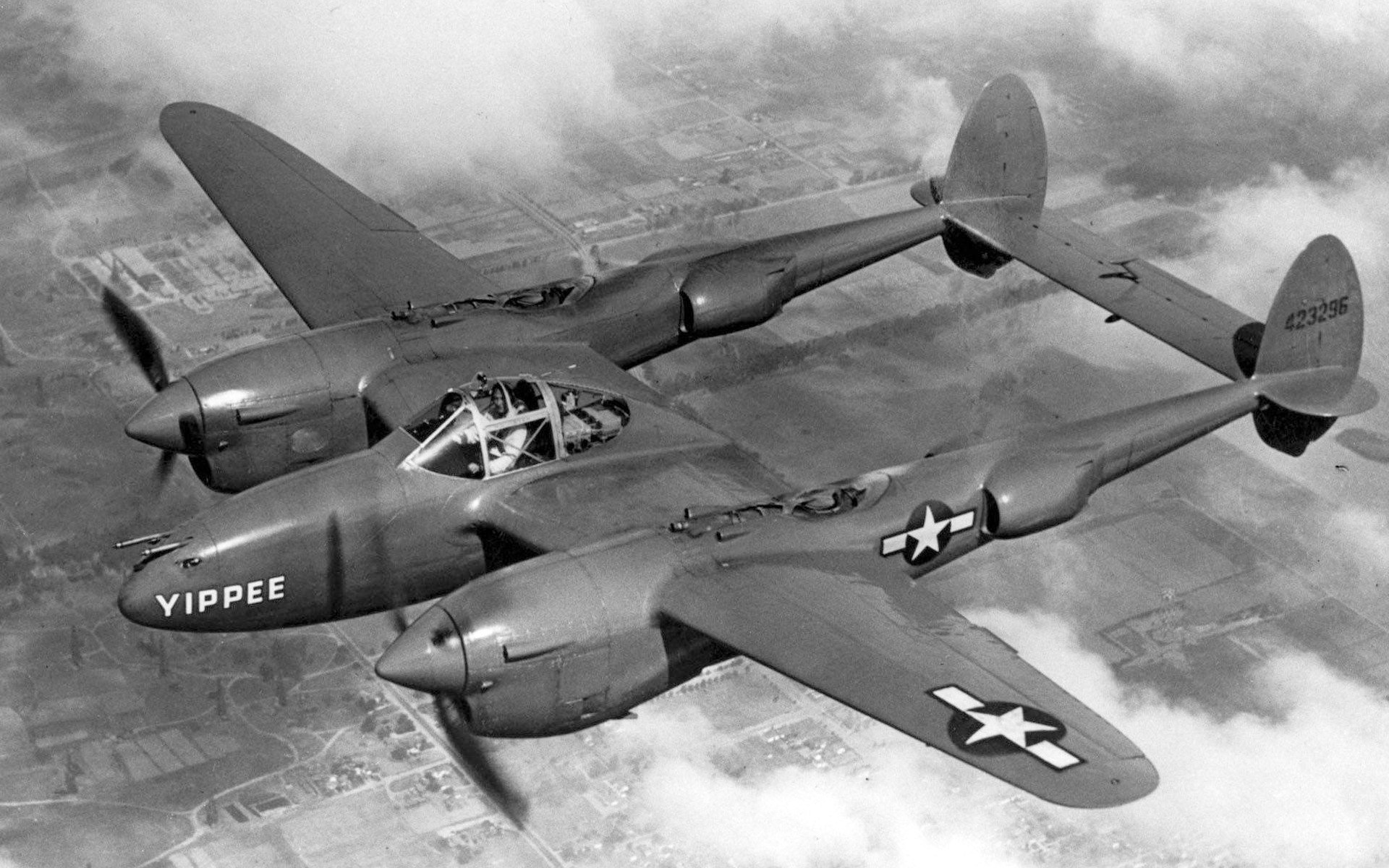
Lockheed P-38 Lightning.

A finales del 17 de abril de 1943, la 339.ª Escuadrilla con 18 cazas Lockheed P-38 Lightning basada en el aeródromo de Campo Henderson, Guadalcanal, fue apresuradamente reunida. En ella se les explicó que debían abatir un objetivo al norte de la isla de Bougainville. La puntualidad era absolutamente esencial. El alcance máximo de los P-38 era de 1400 km y el objetivo estaba a 500 km, por lo que aún utilizando tanques adicionales de combustible, la permanencia en la zona de ataque se limitaba a apenas 15 minutos.

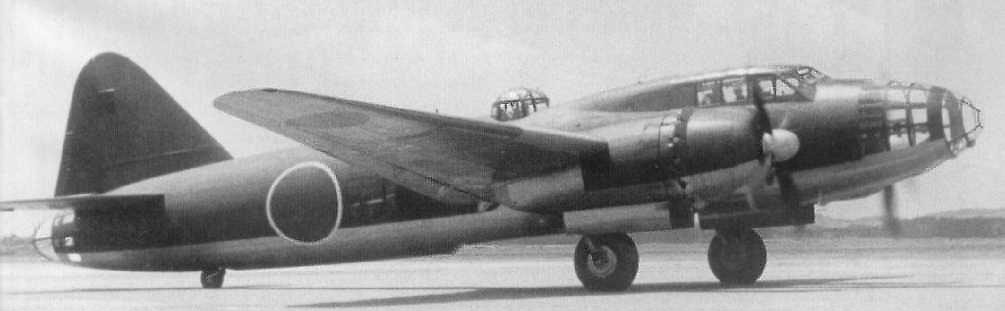
G4M1 Modelo 11, Betty, del mismo tipo que el usado por Yamamoto.

Se asignaron dos grupos de tareas, un grupo de 14 cazas se ubicaría a 6000 m de altura en prevención del ataque desde el aeródromo de Kahili, que contaba con más de 100 cazas japoneses. El grupo de cobertura estaría al mando del comandante John W. Mitchell. El segundo grupo de cuatro P-38 estaría a cargo del capitán Thomas Lamphier, como escolta tendría al teniente Rex Barber y volarían a 3000 m una vez llegado al área. La hora de despegue sería a las 07:20 del 18 de abril. La intercepción debería realizarse puntualmente a las 9:35, a 55 km al norte de la isla de Bougainville.
La escuadrilla de Lamphier despegó a las 7:20, sin embargo, dos de los P-38 tuvieron fallos y se quedaron en tierra, por lo que se asignó a dos P-38 del grupo de cobertura para reemplazar a los faltantes. Estos eran los cazas comandados por los tenientes Besby Holmes y Raymond Hine. Los dos grupos volaron a ras de agua (9 m) por espacio de 2 h, con las radios en silencio, hasta que alcanzaron la Isla del Tesoro y en seguida estuvo a la vista Bougainville. El grupo se dividió y el de ataque subió a 3000 m. Mientras se acercaban al punto de intercepción, uno de los cazas de cobertura radió el avistamiento de una formación en el horizonte. Era Yamamoto que cumplía puntualmente su itinerario. Para sorpresa de Lamphier, el grupo constaba de dos aviones Mitsubishi G4M, en vez de uno, escoltados por dos formaciones de 3 Mitsubishi A6M Zero en formación de V a la derecha e izquierda respectivamente, el conjunto también volaba en formación de V. 
El avión de Yamamoto, a la cabeza de la formación e identificado con los números T1-323, tenía como pasajeros, además de Yamamoto (sentado detrás del copiloto Akiharu Ozaki); al piloto Takeo Koyani; capitán de fragata Ishizaki, su secretario; capitán de fragata Toibana, oficial de Estado Mayor; contraalmirante Kitamura sentado detrás de Yamamoto, y al contraalmirante Takata, médico personal de Yamamoto. En el segundo G4M1 (identificado como T1-326) viajaban el almirante Matome Ugaki y su ayudante, el comandante Tanimura, el piloto Hiroshi Hayashi y un cuarto miembro no identificado. Uno de los P-38, el de Raymond Holmes, tuvo problemas para deshacerse de su depósito suplementario y tuvo que retirarse junto a Hide momentáneamente.
Los A6M de escolta fueron los primeros en iniciar el combate picando sobre los P-38, mientras que Barber picaba contra el primer G4M que iniciaba un descenso hacia Bougainville, pero lo sobrepasó sin poder dispararle. El segundo G4M1 hizo una amplia maniobra primero, enfrentándose a los atacantes, y luego viró y se dirigió al océano, a ras de las olas. A continuación, Lamphier intentó atacar al G4M1 de cabecera, pero uno de los cazas nipones lo comenzó a ametrallar, por lo que tuvo que usar su superior velocidad de ascenso para deshacerse de él haciendo una voltereta. En ese momento, al descender, vio que el bombardero de cabecera descendía a ras de la selva cerca de Punta Moulat, sobre Bougainville. Lamphier picó sobre el G4M1, ametrallándole en forma continuada. Barber ya estaba encima nuevamente y también disparaba al avión. El G4M1 rozaba las copas de los árboles a máxima velocidad intentado escabullirse. El motor del ala derecha se incendió deteniéndose y a continuación parte del ala se le desprendió proyectando algunas piezas que golpearon uno de los P-38 (Barber) y se abatió sobre la selva partiéndose en dos pedazos. El aparato fue abatido en la posición 6°47′9.6″S 155°33′9.9″E / -6.786000, 155.552750 a 6,2 km al norte de Tokuaka en la parte suroeste de la isla de Bougainville. Holmes, que había vuelto con Hide, atacó al segundo bombardero que había descendido a ras del agua y lo abatió, Ugaki, Takimura y el piloto sobrevivieron con graves heridas. Holmes fue en ese momento derribado por un Zero pilotado por el as Shoichi Sugita. Usando la superior velocidad de ascensión, los P-38 restantes se desembarazaron del resto de los Zeros y tomaron rumbo a casa.

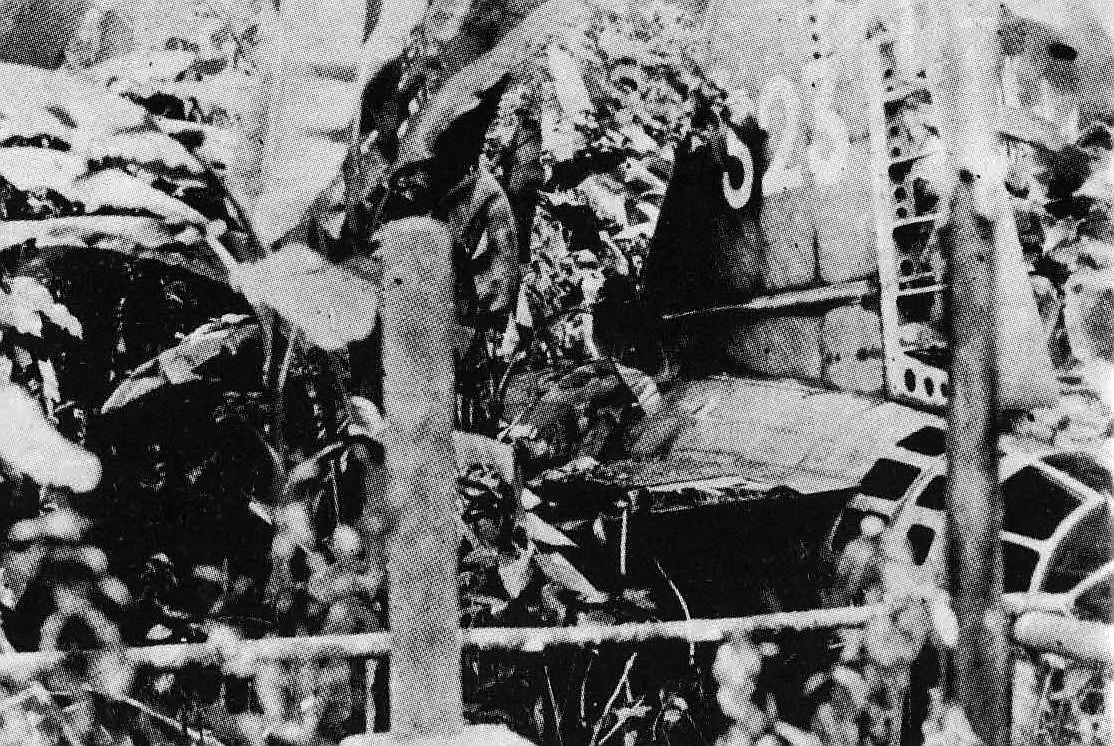
Restos del avión de Yamamoto en Bougainville.

El lugar del accidente y el cadáver del almirante Yamamoto fueron encontrados al día siguiente en la selva al norte del antiguo puesto costero de la patrulla australiana y la misión católica de Buin (que tras la guerra, fue refundada varios kilómetros tierra adentro), por un equipo japonés de búsqueda y rescate liderado por el teniente Hamasuna, ingeniero del Ejército. Según Hamasuna, Yamamoto fue lanzado unido a su asiento fuera del avión al momento del impacto, aun estando sentado en su asiento bajo un árbol y con su mano enguantada aferrada al mango de su katana. Hamasuna dijo que Yamamoto fue rápidamente identificado, con su cabeza inclinada sobre el pecho como si estuviera pensando. El examen post mortem del cadáver mostró que Yamamoto recibió dos impactos de bala de 12,7 mm, uno detrás de su hombro izquierdo y otro en el lado izquierdo de su mandíbula, con salida sobre su ojo derecho. El doctor de la Armada Imperial Japonesa que examinó el cadáver, determinó que el impacto de la cabeza causó la muerte de Yamamoto. Los detalles más violentos de su muerte fueron ocultados al público; el informe médico fue blanqueado y cambiado por «órdenes superiores», según el biógrafo Hiroyuki Agawa. El hecho de si el Almirante inicialmente sobrevivió al impacto ha sido un tema de debate en Japón. Aunque Lamphier se atribuyó el derribo y fue condecorado con la Medalla de Honor, Barber insistió en atribuirse él mismo el derribo del aparato de Yamamoto, lo que suscitó una larga controversia.
El cuerpo de Yamamoto fue transportado a Buin y luego de la autopsia, fue cremado vistiendo su uniforme. Las cenizas fueron transportadas por aire hasta Rabaul y de ahí llevadas a bordo del acorazado Musashi hasta Japón, en donde se le rindió un funeral de estado en el templo de Yasukuni-Jinja en la prefectura de Tokio.